# Дегерфорс
Дегерфорс (швед. Degerfors) — містечко (tätort, міське поселення) на Півдні Швеції в лені  Еребру. Адміністративний центр комуни Дегерфорс.

## Географія
Містечко знаходиться у західній частині лена  Еребру за 220 км на захід від Стокгольма.

## Історія
Дегерфорс відомий із XVII століття. У 1943 році Дегерфорс отримав статус чепінга (торговельного містечка).

## Герб міста
Герб торговельного містечка (чепінг) Дегерфорс отримав королівське затвердження 1948 року.
Сюжет герба: у срібному полі синій хвилястий перев’яз справа, на ньому срібний алхімічний знак заліза, обабіч якого по такій же шестерні. Синій перев’яз символізує річку Летельвен. Алхімічний знак і шестерні вказують на видобуток і обробку заліза.
Після адміністративно-територіальної реформи, проведеної в Швеції на початку 1970-х років, муніципальні герби стали використовуватися лишень комунами. Цей герб був 1971 року перебраний для нової комуни Дегерфорс. 

## Населення
Населення становить 7 344 мешканців (2018). 

## Економіка
Дегерфорс традиційно був промисловим поселенням, тісно пов'язаним з великими залізовидобувними, сталеливарними та металообробними підприємствами. 

## Спорт
У поселенні базується футбольний клуб Дегерфорс ІФ, який двічі займав 2-е місце в чемпіонаті Швеції (сезони 1940-1941 та 1963 років) і один раз вигравав кубок країни (1993 рік).

## Галерея

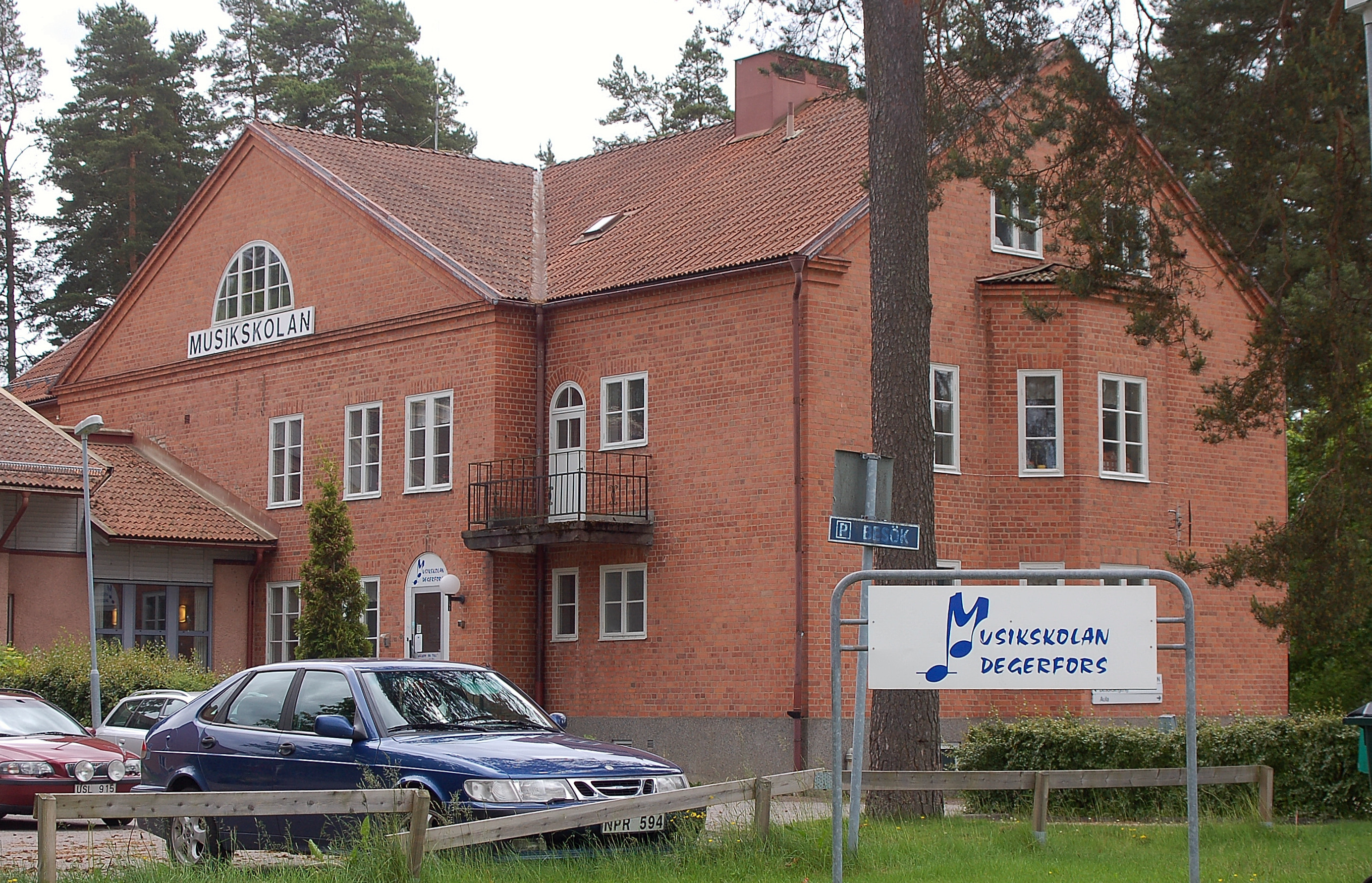
Музична школа
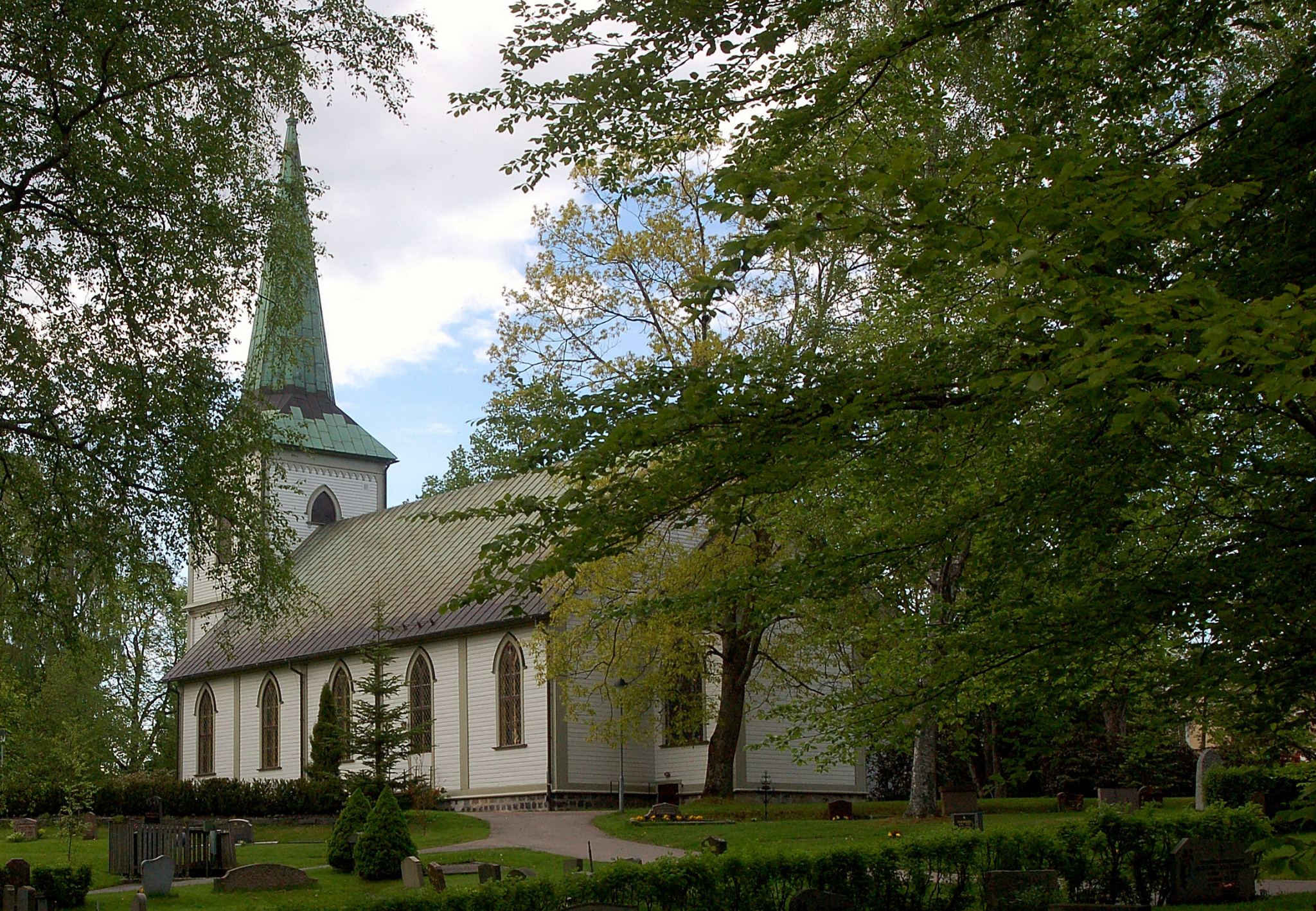
Церква
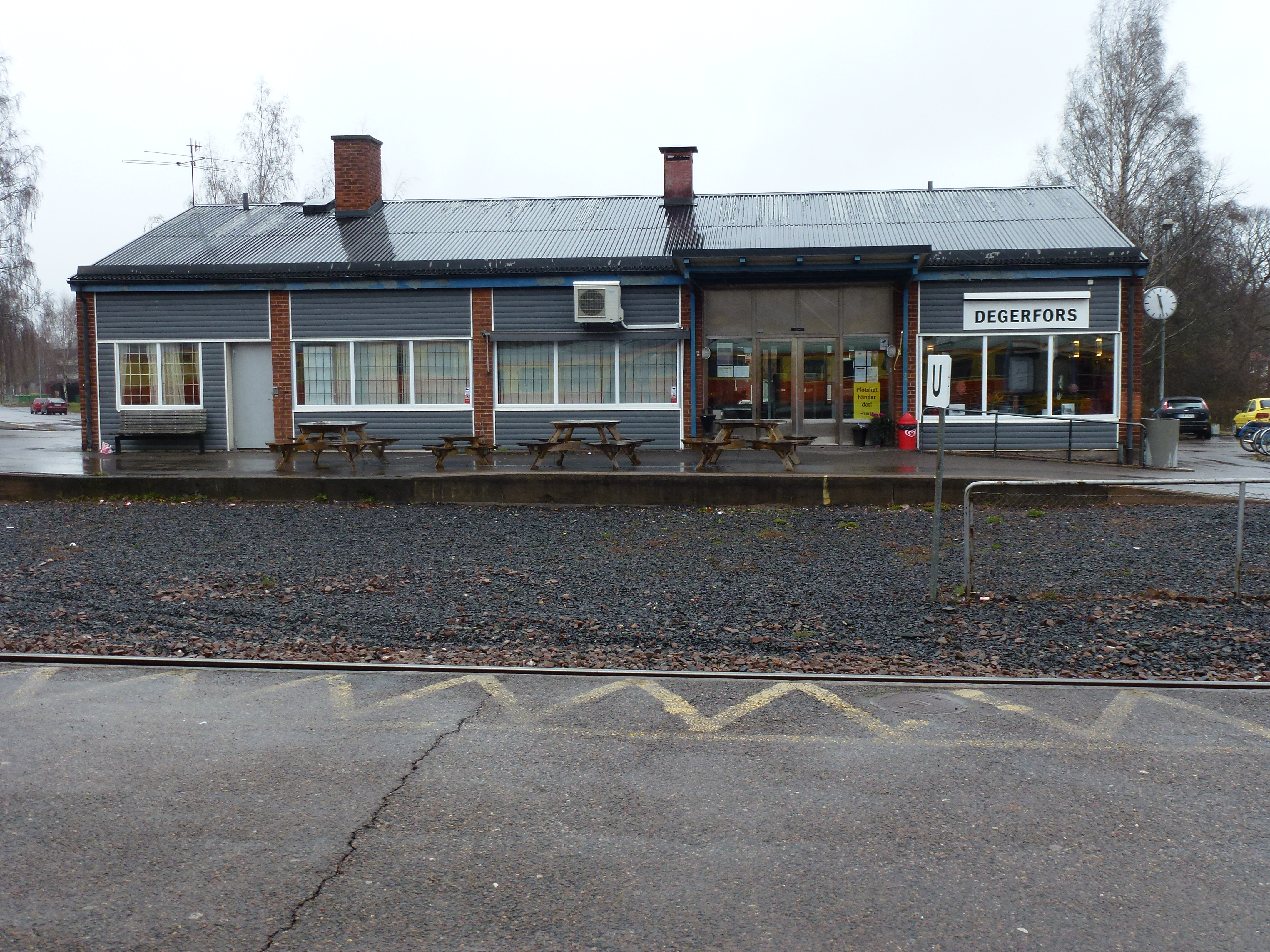
Залізнична станція
Стадіон «Стура Валла»

## Покликання
- Сайт комуни Дегерфорс [Архівовано 23 жовтня 2020 у Wayback Machine.]